# Projecció paral·lela

Projecció paral·lela

La projecció paral·lela, o projecció axonomètrica, és, en geometria euclidiana, un sistema de representació gràfica per a transposar un objecte tridimensional a un dibuix bidimensional en un pla, anomenat pla de projecció. Consisteix en projectar punts de l'espai contra el pla de projecció mitjançant feixos de rectes sempre paral·leles entre si.
Aquesta tècnica de representació gràfica s'utilitza en dissenys d'enginyeria i arquitectura, ja que el seu principal avantatge és que manté les proporcions relatives d'allò representat i s'hi pot mesurar a sobre directament. D'aquesta manera es pot reconstruir l'objecte fàcilment a partir de representacions concretes.

## Tipus de projecció paral·lela

Exemple de dues projeccions paral·leles d'un cub: ortogonal (esquerra) i obliqua (dreta).

- Ortogonal: la direcció de projecció és perpendicular al pla de projecció.[3]
  - Paral·lela a la normal a un pla principal de l'objecte representat (planta, perfil, alçat).
  - Axonomètrica: el pla de projecció no és normal a l'eix principal, per la qual cosa l'objecte és un escorç.
- Obliqua: la direcció de projecció no és normal al pla de projecció.[4][5]